# Aid Access
Aid Access est une société à responsabilité limitée qui fournit un accès à l'avortement médicamenteux en ligne et par courrier dans le monde entier. Elle a été fondée en décembre 2018 par Rebecca Gomperts, médecin néerlandaise.
Son but est de réduire les risques sanitaires en fournissant un accès sûr à la mifepristone et au misoprostol à toute personne qui est en situation de grossesse non désirée de moins de dix semaines, et qui ne peut pas, ou peut difficilement, se tourner vers des cliniques d’interruption volontaire de grossesse ou de gestion des fausses couches. Les personnes sont en mesure d'autogérer leur propre avortement en contactant en ligne un médecin et un service d'assistance pour toute question. Le site web est disponible en anglais, espagnol et néerlandais.

## Fondation de l'organisme
Aid Access est une Gesellschaft mit beschränkter Haftung dont le siège est à Vienne en Autriche. L'organisme est créé en décembre 2018 afin de rendre possible l'envoi des médicaments aux États-Unis, ce que Women on Web, organisme fondé par Rebecca Gomperts en 2005, ne pouvait pas faire. Les services proposés ne sont pas limités aux seuls États-Unis.

## Services proposés
Aid Access propose pour l'avortement médicamenteux la mifepristone en combinaison avec le misoprostol ou le misoprostol seul. Les services disponibles dépendent de l'État ou du pays dans lequel vit la personne. Un processus de consultation en ligne est requis, qui comprend des questions visant à évaluer l'admissibilité médicale et la sécurité de la fourniture d'un avortement médicamenteux par courrier. 
Dans une vingtaine d’états américains, un médecin affilié peut envoyer directement les médicaments requis par courrier. Dans la plupart des autres états et des autres pays, le médecin fournit une ordonnance et des instructions pour qu'elle soit remplie par une pharmacie en Inde, qui envoie ensuite les médicaments par la poste à la patiente. Dans ces cas, les pilules peuvent parfois prendre trois semaines pour arriver aux États-Unis.

## Sécurité de l'intervention
Il n'existe pas de données traitant spécifiquement de la sécurité d'Aid Access. Selon l'OMS (Organisation mondiale de la santé), l’IVG auto-induite avec la mifépristone et le misoprostol peut être réalisée en toute sécurité. L'OMS recommande que la détermination de l'éligibilité à l'avortement médicamenteux soit faite par un prestataire de santé, mais l'auto-administration des médicaments à domicile et l'auto-évaluation de la réalisation de l'avortement sont recommandées dans des circonstances spécifiques. Les soins fournis par Aid Access s'alignent sur ces recommandations.

### Poursuites judiciaires
En mars 2019, la Food and Drug Administration des États-Unis demande à Aidaccess.org de cesser de vendre « un nouveau médicament mal étiqueté et non approuvé » aux États-Unis. Pour le National Women's Health Network (en), il s’agit plus d’une attaque politisée contre l'avortement que d'une tentative plus large pour freiner les ventes de médicaments en ligne. En réponse à la lettre de la FDA, Rebecca Gomperts rejette l'injonction, précisant que son organisme ne vend pas de médicaments aux États-Unis, mais qu'il envoie les ordonnances à une pharmacie indépendante, qui délivre ensuite les médicaments.
Le 9 septembre 2019, au nom d'Aid Access, Rebecca Gomperts intente un procès à Alex Azar, alors secrétaire du Département de la santé et des services sociaux, à la FDA et à d'autres fonctionnaires fédéraux, pour avoir saisi des paquets contenant des médicaments et bloqué le transfert de paiements à Aid Access. Le but du procès est de mettre fin aux blocages d'envoi et de paiement ainsi qu'à la poursuite de Rebecca Gomperts et d'Aid Access par la FDA pour avoir fourni un accès à l'avortement protégé par la Constitution des États-Unis. À la date d'octobre 2021, le procès est encore en cours.